# Leucochrysa geminata
Leucochrysa geminata är en insektsart som beskrevs av Navás 1913. Leucochrysa geminata ingår i släktet Leucochrysa och familjen guldögonsländor. Inga underarter finns listade i Catalogue of Life.